# Hotel Arminius

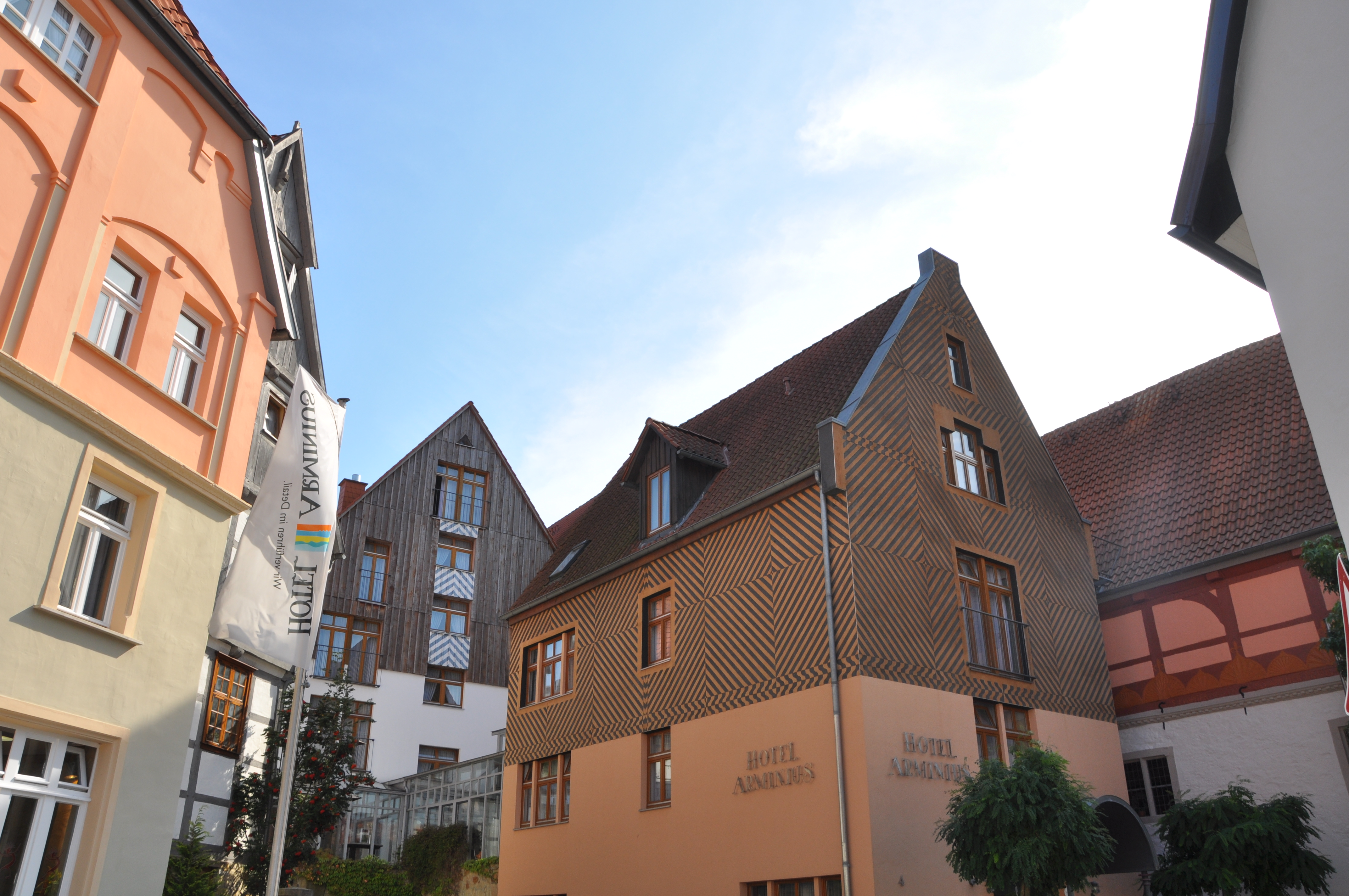
Außenansicht, 2009

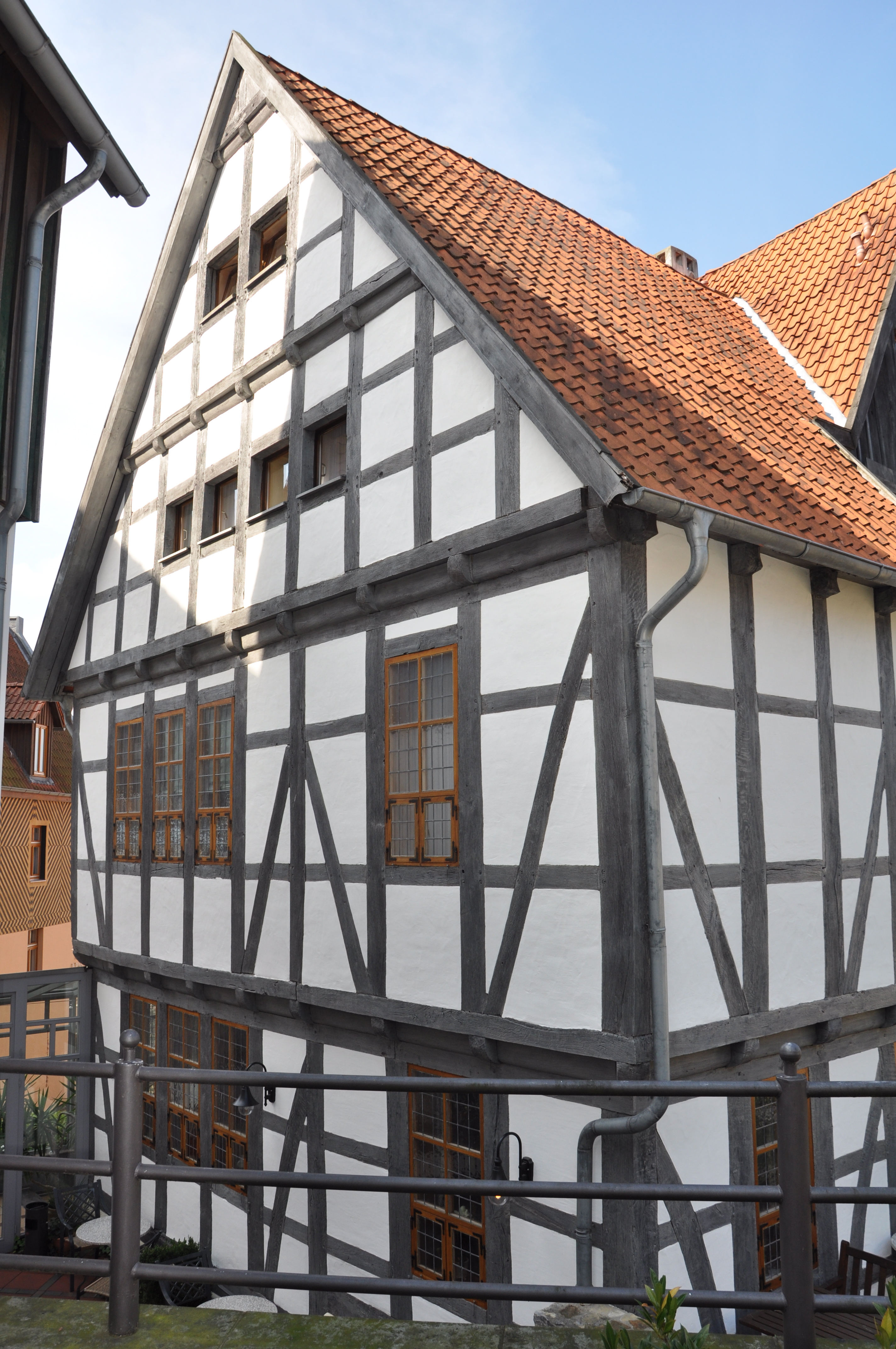
Außenansicht

Das Hotel Arminius in der Ritterstraße in Bad Salzuflen ist ein Traditionshotel in einem alten Fachwerkhaus, das in seinen Anfängen auf das 16. Jahrhundert zurückgeht.

## Geschichte
Der Gebäudekomplex stammt aus der zweiten Hälfte des 16. Jahrhunderts. Erbaut wurde er von Nickell Wulfert. Das Bauwerk besteht aus einem Vorderhaus und einem gleichzeitig errichteten etwas kleineren Hinterhaus. Beide Bauwerke haben steinerne Unterbauten und aufgesetzte und voneinander vollkommen getrennte Fachwerk-Speichergeschosse.
Bei einem Umbau um 1600 wurde im Vorderhaus ein zweigeschossiger Dieleneinbau seitlich der Toreinfahrt eingefügt. Die Wappen von Lippe und Salzuflen wurden zusammen mit einem Familienwappen um 1700 eingefügt. Ein weiterer Umbau um 1800 veränderte das ehemalige Dielenhaus zu einem mehrgeschossigen Wohnhaus, dessen Räume von einem Mittel-Längs-Flur aus zugänglich waren. Das Giebeldreieck wurde dabei mit einem Krüppelwalm versehen. Um 1900 wurde das Gebäude umgebaut, um eine Gaststätte aufnehmen zu können. Das Gebäude war immer ein Haus für gehobene Ansprüche. Zwischen 1595 und 1610 wohnte hier Bürgermeister Johann zu Volckhausen, später die reiche Familie Vineator. 1736 erwarb der aus Amsterdam stammende Kaufmann Schröder das Haus, sein Sohn Cornelius eröffnete wohl 1787 erstmals eine Gastwirtschaft mit angrenzender Tanzkammer.
Der Name „Arminius-Hotel“ tauchte erstmals 1891 auf und geht zurück auf den damaligen Pächter, den Detmolder Bierverleger Wilhelm Schäfer. Der Name Arminius erinnert an den Cheruskerfürsten Arminius, der den Römern im Jahre 9 in der Varusschlacht mit der Vernichtung von drei Legionen eine ihrer verheerendsten Niederlagen beibrachte.